# 키노시타 모모카
키노시타 모모카(木下 百花,きのした ももか, 1997년 2월 6일 - )는 일본 여성 아이돌 그룹 전 NMB48 팀M의 멤버이다. Showtitle 소속.

## 개요
- 전 NMB48 팀M 멤버.
- 2012년 1월 26일부터 팀M이 결성되어, 정식 멤버로 승격.
- 2017년 9월 27일, NMB48 극장에서 행해진 졸업 공연으로 인해 NMB48 졸업.